# 細川忠興
細川忠興（日语：／ Hosokawa Tadaoki，1563年11月28日—1646年1月18日）是日本安土桃山時代至江戶時代初期的武將、大名，小倉藩的第1代藩主。他是細川藤孝的嫡子，曾經是細川輝經的養子，正室為玉子。通稱與一郎。育有六男五女，包括長男忠隆、次男興秋、三男忠利等。他的別名是長岡忠興，別名由1578年開始使用，關原之戰後使用羽柴姓，大坂之役後才使用本來的姓氏。

## 生平

### 少年時代
於京都出生，兒時當父親藤孝為足利義輝的家臣，隨室町幕府勢力削弱，父親決定投靠織田信長，幼名熊千代，其名字為信長長男織田信忠的一字拜領，1577年協助討伐叛將松永久秀，攻佔森岡城，得到了信長的感謝狀，後來受到信長的任命成為了建部山城城主，並成功消滅一色氏並與父親藤孝成為了丹後國的守護。1579年與明智光秀三女玉子結進行婚姻。

### 豐臣家臣時代
本能寺之變，織田信長遭到明智光秀大軍包圍而死亡，雖然岳父是明智光秀，可是細川忠興沒有跟隨，甚至拒絕明智光秀的邀請並攻打明智軍的據點，同時間他將正室玉子幽禁，當玉子信基督教後，又下令領內禁教。在明智光秀死後，父親藤孝退位，將宮津城交由他管理之後，自此他成為了羽柴秀吉（豐臣秀吉）的家臣，隨秀吉參與小牧·長久手之戰，忠興在協助主力部隊撤退時擊退了織田信雄的軍勢。1585年就任從四位下，待從。之後聽命參與九州征伐，也參與了討伐北條氏的小田原征伐，並攻陷韮山城。文祿·慶長之役也有參與。在豐臣秀次事件中差點遭到連坐，在家臣松井康之的奔走下得以擺脫嫌疑。

### 關原之戰及幕府藩主
在豐臣秀吉病死後，細川忠興開始與德川家康接近，並將三男忠利送往江戶城成為人質，因此除丹後12萬石的領地外，又被德川家康加封於豐後國杵築城6萬石。曾與豐臣家的武斷派諸侯（加藤清正、福島正則、加藤嘉明、淺野幸長、池田輝政、黑田長政等人）一同參與襲擊石田三成的計畫。關原之戰前夕，在石田三成拘捕諸侯家人人質的行動下，正室玉子寧死不屈而由家臣協助殺害自己，使得細川忠興心無掛念參與了東軍。在戰役中細川忠興抵擋石田三成部屬島左近的部隊，戰後被家康分封於豐前國的小倉合共三十九萬六千石。1614年參加大坂之戰，在平野與豐臣軍交戰。1619年決定剃髮為僧，並改稱三齋。

### 晚年
1620年將家督的位置交給三男忠利。1632年當忠利被移封到熊本54萬石的時候，在八代城「隱居」（過退休生活），在1646年於八代城病死，終年八十三歲。他的墓地在熊本市黑髪町泰勝寺以及在京都大德寺高桐院。
1924年（大正13年）11月10日贈正三位。

## 人物
- 在戰爭與政治面都有非常優秀的才能，但性格為戰國時代中少見的冷酷與剛烈。殲滅一色家時不但將一色義定誘殺，並將敗兵全部處死。得知妻子改信基督教時，盛怒下將侍女的鼻子割下。在關原之戰前，父親幽齋（藤孝）在圍城戰後奉天皇敕令交出丹後田邊城後，父子關係也一度不和。
- 次子興秋在關原戰後離家出奔，大坂戰前加入豐臣家，戰後奉父命切腹自盡。
- 正室玉子被家臣協助自殺時，長子忠隆之妻前田千世逃往鄰近的宇喜多宅受姐姐豪姬保護。戰後忠興對此極為憤怒，下令忠隆離婚。忠隆拒絕而被斷絕父子關係，在1604年被正式廢嫡。忠隆剃髮後取號長岡休無，在京都的祖父處居住。後來在千利休茶室的原址設立茶室，成為著名的文化人。直到1626年，忠興才再次與忠隆會面恢復關係。1642年兩人在熊本正式和解，忠興有意讓忠隆繼承肥後八代的六萬石領地，但忠隆選擇回到京都，與忠興在同年（1646年）過世。忠隆的子孫日後成為熊本藩的家臣首席長岡內膳家。
- 他跟隨有名茶道專家千利休學習茶道，是利休七哲其中一人，1591年利休被豐臣秀吉下令切腹時，趕往探望的弟子只有忠興與古田織部。利休長男千道安（日语：千道安）日後被赦免，關原戰後成為忠興的300石的知行。
- 討厭男色，不容許部下有這樣的行為。
- 擁有著書「細川三齋茶書」。
- 與父親一樣，同樣對和歌、能樂精通，此外兩人亦專長於泳術。